# Hyalospongiae
Le Hyalospongiae sono una classe di spugne anche dette spugne vitree o silicospongie.

Sono in prevalenza forme di acque profonde o di acque basse fredde, piccole o grandi, sorrette da un complicato intreccio di spicole silicee coerenti (macrosclere e microsclere) fra le quali predominano le forme triassone a sei raggi, da cui il nome di Esattinellidi.

## Descrizione
A contatto con il reticolo scheletrico troviamo un sincizio cordoide contenente amebociti, archeociti e tesociti. Un coano-sincizio costituisce la parete delle camere flagellate, dove non si vedono singoli coanociti, ma i flagelli e i collaretti si dipartono da un sincizio i cui nuclei giacciono indipendentemente in uno strato basale.

Un ulteriore sincizio, detto trabecolare, copre tutte le superfici sia esterne che interne che, nelle altre spugne, sono normalmente rivestite da pinacociti.

La forma di queste spugne è generalmente eretta, cilindrica o vasiforme, peduncolata, e si presentano i tipi morfologici sycon e soprattutto leucon; lo spongocele è grande e cilindrico, mentre l'osculo è frequentemente coperto da una piastra cribrosa di spicole sottili.

Le ialospongie sono le uniche spugne a non avere un rivestimento esterno di cellule appiattite ed uno strato interno gelatinoso; il loro reticolo di spicole ed amebociti fusi prende il posto di questi due strati, mentre la parete interna è ben tappezzata da coanociti. La forma larvale di questa classe è la parenchimella.

Sono piuttosto fragili, tanto da sfaldarsi una volta raccolte.

## Sistematica
La classe si divide in due sottoclassi: gli exasterofori (Hexasterophora), caratterizzati dalla costante presenza di exaster e anfidischi, e gli anfidiscofori (Amphidiscophora), provvisti di anfidischi ma non di exaster (gli exaster sono una particolare spicola microsclera).